# 華陽院
華陽院（1492年（明應元年）—1560年5月30日（永祿3年5月6日））是三河國刈谷城城主水野忠政的妻子，是德川家康的外祖母，也是家康的祖父松平清康的繼室。本名據說是「於富之方」或是「於滿之方」等名字。

## 出身
- 江州佐佐木氏流的尾張・青木加賀守貳宗的女兒
- 尾張・宮野善七的女兒（在尾張志的是宮野善七郎）
- 三河寺津的城主・大河內左衛門佐元綱的養女，或是親生女兒
- 根據川口家家譜可能是大河內但馬守滿成的女兒

等各式各樣的說法。

## 略述
最初，她嫁給水野忠政，並且生有水野忠重・於大之方等3男1女。但是，她卻被隔壁的岡崎城城主・松平清康看上了美麗的她，並在以松平氏打敗水野氏為講和條件把她給讓渡了。在清康死後，她接連的嫁給星野秋國、菅沼定望、川口盛祐的三河的各個豪族，但她嫁過的丈夫很快就逝世了。
在那之後，她依靠今川義元而進入駿府，並出家而稱源應尼（げんおうに）。松平竹千代（後為德川家康，清康的前妻的孩子松平廣忠與她的女兒於大之方之間生下的長男）被作為今川氏的人質而送到駿府，並對義元懇求撫養竹千代到元服為止，在這8年間，她細心的養育竹千代。
華陽院的墓在靜岡市葵區鷹匠二丁目24-18的玉桂山華陽院（淨土宗）。這個寺廟原本是叫知源院，因華陽院的法名而改變，在寺院內除了華陽院的墓外，還有4歲就早夭的家康的五女市姬的墓。
法名華陽院殿玉桂慈仙大禪尼。在豐橋市的龍拈市與刈谷市的楞嚴寺裡，現在還保存著華陽院的肖像畫（共同指定文物）。

## 華陽院之子
- 與水野忠政之子
  - 水野忠守
  - 水野忠重
  - 於大之方（松平廣忠室、久松俊勝室、徳川家康、松平定勝他們的母親）
- 與松平清康之子
  - 碓井姫（松平政忠室、酒井忠次室、松平康忠、酒井家次、本多康俊他們的母親）
  - 松平信康 (源次郎)
- 與川口盛祐之子
  - 川口宗吉

## 外部連結
- 川口家的HP（個人頁面）
- 川口家的HP1